# SWM Automotive
Автомобільний бренд SWM або Speedy Working Motors (斯威汽车) був запущений 27 липня 2016 року після того, як Shineray Group придбала бренд SWM (мотоцикли) у 2014 році.  Дизайн-центр SWM було засновано в Мілані, Італія, тоді як виробнича лінія була створена в Чунціні, Китай. 

## Історія
Відродження бренду SWM почалося з шести нових моделей, представлених на EICMA 2014, фінансування компанії надійшло з Китаю через компанію Shineray Group . SWM продовжить виробництво мотоциклів в Італії з деякими двигунами, придбаними від старої Husqvarna (двигуни замінені на агрегати KTM після придбання Peirer).  Пізніше Shineray Group представила бренд SWM Automotive у 2016 році в Пекіні, Китай, і незабаром випустила перший продукт, 7-місний середньорозмірний кросовер SWM X7.  

## Моделі

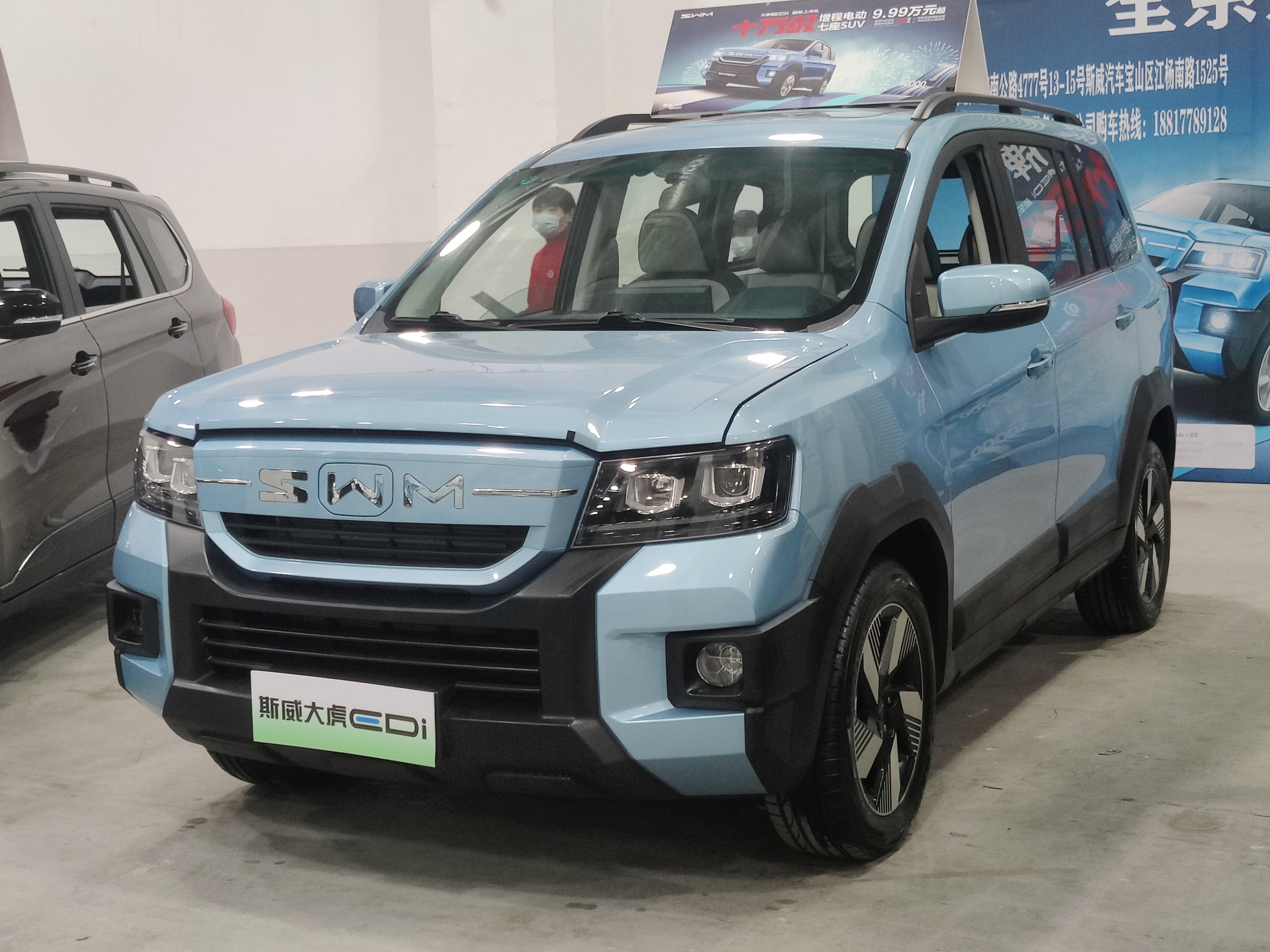
SWM Tiger

### Поточні

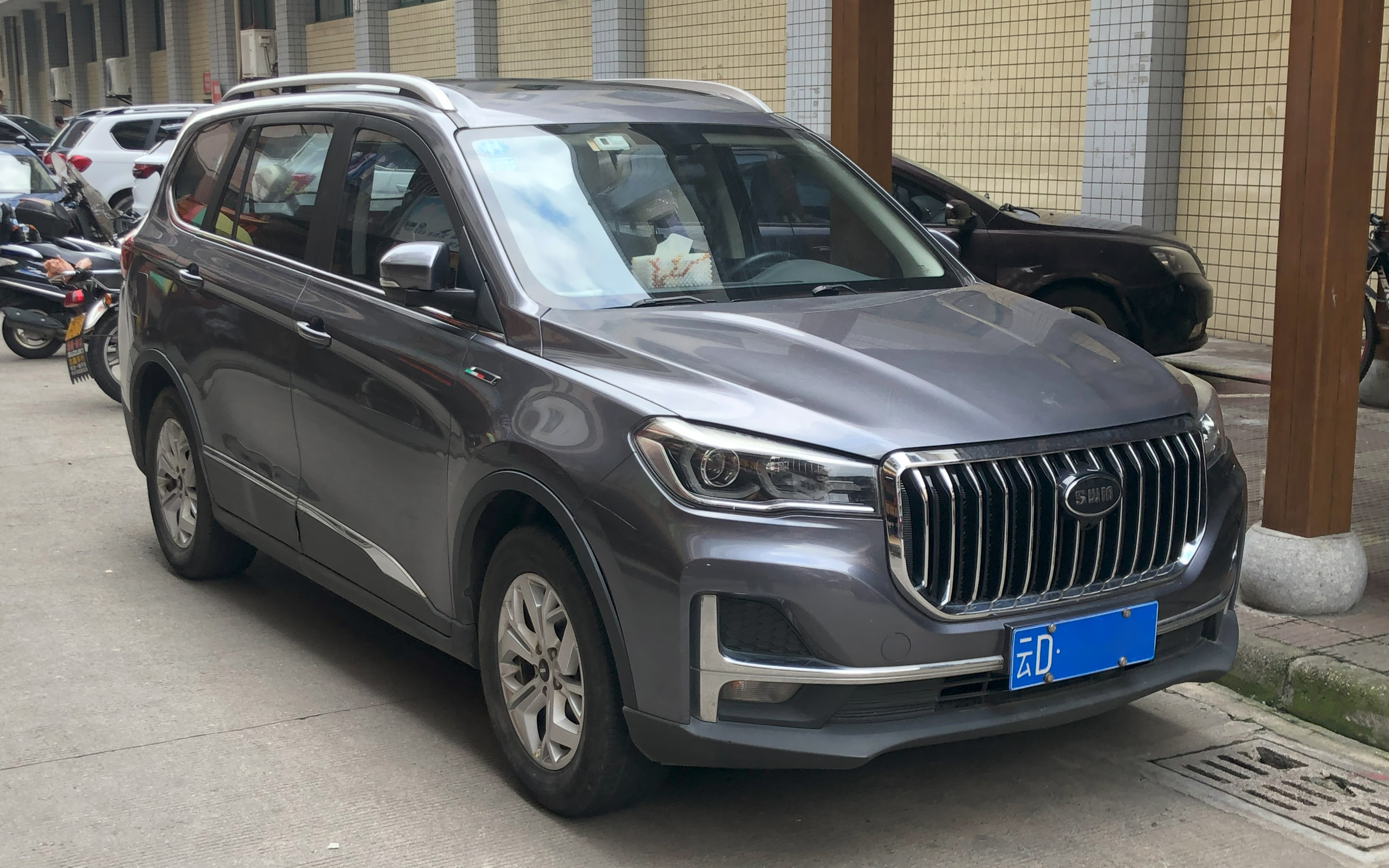
SWM G05

- SWM G05SWM Tiger
- SWM G01
- SWM G05
- SWM X3
- SWM X2
- SWM X30L EV

### Припинено
- SWM X7